# Giles Daubeney (Politiker, 1370)
Sir Giles Daubeney (auch Giles II Daubeney) (* 1370; † 22. August 1403 in Kempston) war ein englischer Ritter und Politiker.

## Herkunft und Jugend
Giles Daubeney entstammte der Familie Daubeney, einer alten Familie der Gentry. Er war der einzige Sohn aus der Ehe von seinem gleichnamigen Vater Giles I Daubeney und Alianore Willington. Als sein Vater 1386 starb, wurde er zum Erben der umfangreichen Familiengüter, die vor allem in Somerset und Cornwall lagen, und der von seinem Vater erworbenen Güter in Bedfordshire. Allerdings standen seiner Mutter bis zu ihrem Tod 1400 ein Drittel der Güter als Wittum zu, und auch noch für Mary, der Witwe seines Großvaters Ralph Daubeney musste eine jährliche Pension von 50 Mark gezahlt werden. Da Giles Daubeney noch minderjährig war, schenkte König Richard II. bereits zwei Tage nach dem Tod von seinem Vater das Recht, ihn zu verheiraten, an seinen Günstling Thomas Lee. Im Oktober 1386 erwarb Margaret Courtenay, Countess of Devon gegen eine Einmalzahlung von £ 100 sowie einer jährlichen Zahlung von £ 60 das Recht zur Verwaltung der Daubeney-Güter in Somerset. Im Februar 1387 erwarb Sir John Montagu das Recht der Verwaltung der Daubeney-Güter in Cornwall, und im Februar 1388 erwarb Daubeneys Mutter Eleanor selbst das Recht, das Gut von South Ingleby in Lincolnshire zu verwalten. Erst im Dezember 1390 wurden Daubeney selbst jährlich £ 20 aus den Einkünften seiner Besitzungen für seinen Lebensunterhalt bewilligt. Diese Summe wurde Anfang 1391 auf £ 60 erhöht.

## Politische Zurückhaltung während der Herrschaft von Richard II.
Daubeney erklärte, dass er im November 1391 volljährig geworden war, und gegen eine Zahlung von 20 Mark durfte er daraufhin sein Erbe in Besitz nehmen, abgesehen von den Gütern in Somerset, die weiter zum Wittum seiner Mutter gehörten. Auch an seine Großmutter Mary musste er bis zu deren Tod 1398 die vereinbarte Pension zahlen. Dennoch war Daubeney wegen seines immer noch umfangreichen Grundbesitzes ein reicher Angehöriger der Gentry. Er hatte dazu gute politische Kontakte, unter anderem durch seine Großmutter Mary, die in zweiter Ehe John Bussy, einen führenden Unterstützer der Politik von Richard II. geheiratet hatte. Dennoch hielt sich Daubeney politisch zurück und übernahm nur wenige öffentliche Ämter. Er war politisch vor allem in Bedfordshire aktiv, wo er von 1394 bis 1395 das Amt des Sheriffs ausübte und 1395 zum Knight of the Shire für die Grafschaft gewählt wurde. Über seine Tätigkeit im Parlament ist nichts bekannt, und auch gegenüber den benachbarten Angehörigen der Gentry war er offenbar zurückhaltend, denn er bezeugte keine Urkunden oder diente als Treuhänder. Über sein Leben ist nur wenig bekannt, außer dass er hauptsächlich auf seinem Gut in Kempston lebte. Im Juli 1396 übertrug er die Verwaltung seiner Besitzungen in Cornwall einer Gruppe von Treuhändern, zu denen auch seine jüngeren Brüder Thomas und William gehörten.

## Weitere Zurückhaltung während der Herrschaft von Heinrich IV.
Offensichtlich unterstützte Daubeney den Sturz von Richard II. und die Thronbesteigung von Heinrich IV., denn dieser schlug ihn am Vorabend seiner Krönung im Oktober 1399 zum Knight of the Bath. Doch auch danach blieb Daubeney politisch eher inaktiv, auch wenn er 1400 erneut als Sheriff von Bedfordshire amtierte und 1401 wieder zum Knight of the Shire für Bedfordshire gewählt wurde.

## Familie und Erbe
Daubeney hatte vermutlich vor 1392 Margaret († 30. Juni 1420), eine Tochter von Sir John Beauchamp († um 1388) geheiratet. Mit ihr hatte er drei Söhne und drei Töchter, darunter:
- John Daubeney (um 1394–1409) ⚭ Elizabeth Scrope
- Giles Daubeney (1399–1446)

Nach Daubeneys Testament vom 1. Juni 1400 sollte sein Bruder Thomas sein Testamentvollstrecker sein. Seinem anderen Bruder William hatte er bereits im November 1397 eine jährliche Pension von 10 Mark bewilligt. In seinem Testament bestimmte er, in Kempston beigesetzt zu werden. Er hinterließ £ 5 für die Reparatur der Pfarrkirche von Kempston sowie £ 25 für Messen für sein Seelenheil. Sein Haupterbe wurde sein neunjähriger Sohn John, seine fünf jüngeren Kinder erhielten je 40 Mark. John starb im September 1409, kurz nachdem er mit Elizabeth, einer Tochter von Roger Scrope, 2. Baron Scrope of Bolton verheiratet worden war. Daraufhin wurde Daubeneys zweitältester Sohn Giles sein Erbe. Daubeneys Witwe Margaret zahlte 1411 eine Gebühr von 50 Mark, um erneut heiraten zu dürfen, ob sie dies jedoch tat, ist unbekannt. 